# Gare de Valergues - Lansargues
La gare de Valergues - Lansargues est une gare ferroviaire française de la ligne de Tarascon à Sète-Ville, située sur le territoire de la commune de Valergues, près de Lansargues, dans le département de l'Hérault, en région Occitanie. 
C'est une halte ferroviaire de la Société nationale des chemins de fer français (SNCF) desservie par des trains express régionaux TER Occitanie.

## Situation ferroviaire
Établie à 18 mètres d'altitude, la gare de Valergues - Lansargues est située au point kilométrique (PK) 59,416 de la ligne de Tarascon à Sète-Ville, entre les gares de Lunel-Viel et de Saint-Brès - Mudaison. 

## Fréquentation
De 2015 à 2023, selon les estimations de la SNCF, la fréquentation annuelle de la gare s'élève aux nombres indiqués dans le tableau ci-dessous.
| Année           | 2015   | 2016   | 2017   | 2018  | 2019  | 2020  | 2021   | 2022   | 2023   |
| --------------- | ------ | ------ | ------ | ----- | ----- | ----- | ------ | ------ | ------ |
| Voyageurs seuls | 10 254 | 11 567 | 10 230 | 6 890 | 8 308 | 8 348 | 13 920 | 18 922 | 19 006 |

## Service des voyageurs

### Accueil
Halte SNCF, c'est un point d'arrêt non géré (PANG) à entrée libre.

### Desserte
Valergues - Lansargues est desservie par des trains TER Occitanie qui effectuent des missions entre les gares de Nîmes et de Narbonne.

### Intermodalité
Un parking pour les véhicules est aménagé. Des cars régionaux de la ligne 607 liO desservent également la gare.